# Persone di nome Lucia
| Questa pagina contiene informazioni ricavate automaticamente dalle voci biografiche con l'ausilio del template Bio e di un bot. L'aggiornamento è periodico e automatico e ricostruisce completamente la pagina. Se manca una persona in questa lista, sei pregato di non aggiungerla, ma accertati piuttosto che la sua voce biografica contenga il template Bio e che i dati anagrafici siano correttamente compilati. Se il template Bio manca, inseriscilo tu stesso o, in alternativa, metti l'avviso {{tmp\|Bio}} che ne segnala la mancanza. Se i dati riportati sono sbagliati, correggi direttamente la voce biografica; le modifiche saranno visibili in questa lista entro pochi giorni. Per chiarimenti vedi il progetto antroponimi. La lista contiene solo le 170 persone che sono citate nell'enciclopedia e per le quali è stato implementato correttamente il template Bio. Pagina aggiornata al 22 lug 2025. |

Questa è una lista di persone presenti nell'enciclopedia che hanno il nome Lucia, suddivise per attività principale.

## Archeologhe(1)
- Lucia Guerrini, archeologa italiana (Lodi, n. 1931 - Lodi, † 1990)

## Artiste(1)
- Lucia Marcucci, artista e scrittrice italiana (Firenze, n. 1933)

## Astrologhe(1)
- Lucia Alberti, astrologa italiana (Vienna, n. 1921 - Roma, † 1995)

## Attrici(17)
- Lucia Banti, attrice italiana (Roma, n. 1926 - Jesi, † 2010)
- Lucia Bosè, attrice italiana (Milano, n. 1931 - Segovia, † 2020)
- Lucia Cara, attrice italiana (Monte di Procida, n. 1977)
- Lucia Cassini, attrice, regista e cantante italiana (Napoli, n. 1951)
- Lucia Catullo, attrice e doppiatrice italiana (Bari, n. 1927 - Narni, † 1985)
- Lucia Chiarla, attrice, sceneggiatrice e regista italiana (Genova, n. 1970)
- Lucia Guzzardi, attrice italiana (Palermo, n. 1927)
- Lucia Mascino, attrice italiana (Ancona, n. 1977)
- Lucia Modugno, attrice, regista teatrale e scrittrice italiana (Bari, n. 1932)
- Lucia Poli, attrice italiana (Firenze, n. 1940)
- Lucia Ragni, attrice e regista teatrale italiana (Napoli, n. 1951 - Roma, † 2016)
- Lucia Rossi, attrice italiana (San Giustino, n. 1982)
- Lucia Sardo, attrice italiana (Francofonte, n. 1952)
- Lucia Stara, attrice e cantante italiana (Roma, n. 1969)
- Lucia Sturdza-Bulandra, attrice e docente romena (Iași, n. 1873 - Bucarest, † 1961)
- Lucia Vasini, attrice italiana (Ravenna, n. 1955)
- Lucia Zotti, attrice italiana (Bari, n. 1937)

## Attrici teatrali(1)
- Madame Vestris, attrice teatrale, impresaria teatrale e contralto britannica (Londra, n. 1797 - Londra, † 1856)

## Autrici televisivi(1)
- Lucia Zorzi, autrice televisiva, regista televisiva e giornalista italiana (Treviso, n. 1961)

## Biologhe(1)
- Lucia Martinelli, biologa italiana (n. 1957)

## Calciatrici(8)
- Lucy Bronze, calciatrice inglese (Berwick-upon-Tweed, n. 1991)
- Lucia Ceci, calciatrice italiana (Sannicandro di Bari, n. 1990)
- Lucia Conte, calciatrice italiana (Cosenza, n. 1993)
- Lucia Di Guglielmo, calciatrice italiana (Pisa, n. 1997)
- Lucia Haršányová, calciatrice slovacca (Trnava, n. 1990)
- Lucia Ondrušová, calciatrice slovacca (Žilina, n. 1988)
- Lucia Pastrenge, calciatrice italiana (Monza, n. 2002)
- Lucia Strisciuglio, calciatrice italiana (Bari, n. 1999)

## Canoiste(1)
- Lucia Micheli, ex canoista italiana (Lecco, n. 1969)

## Cantanti(5)
- Lucia Altieri, cantante italiana (Foggia, n. 1938)
- Lucia Cifarelli, cantante statunitense (Long Island, n. 1970)
- Lucia Mannucci, cantante italiana (Bologna, n. 1920 - Milano, † 2012)
- Lucia Pamela, cantante e musicista statunitense (Saint Louis, n. 1904 - Los Angeles, † 2002)
- Lucia Rizzi, cantante italiana (Torino, n. 1954)

## Cantautrici(1)
- Lucia Manca, cantautrice italiana (Cagliari, n. 1983)

## Cestiste(7)
- Lucia Colavizza, ex cestista italiana (n. 1949)
- Lucia Grecu, ex cestista rumena (Bucarest, n. 1957)
- Lucia Groothuis, ex cestista olandese (Rentum, n. 1955)
- Lucia Krč-Turbová, ex cestista slovacca (Trenčín, n. 1989)
- Lucia Kupčíková, ex cestista slovacca (Poprad, n. 1984)
- Lucia Linari, cestista italiana (Faenza, n. 1934 - Faenza, † 2021)
- Lucia Lásková, ex cestista slovacca (Lučenec, n. 1980)

## Chimiche(1)
- Lucia de Brouckère, chimica belga (Saint-Gilles, n. 1904 - Ixelles, † 1982)

## Cicliste su strada(1)
- Lucia Pizzolotto, ex ciclista su strada e ciclocrossista italiana (Morgano, n. 1960)

## Comiche(1)
- Lucia Ocone, comica, imitatrice e attrice italiana (Albano Laziale, n. 1974)

## Compositrici(1)
- Lucia Ronchetti, compositrice italiana (Roma, n. 1963)

## Conduttrici televisive(1)
- Lucia Loffredo, conduttrice televisiva italiana (Roma, n. 1976)

## Costumiste(1)
- Lucia Mirisola, costumista e scenografa italiana (Venezia, n. 1928 - Roma, † 2017)

## Cuoche(1)
- Lucia Pavin, cuoca italiana (Cittadella, n. 1947)

## Danzatrici(2)
- Lucia Chase, ballerina, attrice e direttrice artistica statunitense (Waterbury, n. 1897 - Manhattan, † 1986)
- Lucia Joyce, ballerina italiana (Trieste, n. 1907 - Northampton, † 1982)

## Dirigenti d'azienda(1)
- Lucia Morselli, dirigente d'azienda italiana (Modena, n. 1956)

## Dirigenti pubbliche(1)
- Lucia Pagano, dirigente pubblica italiana (Roma, n. 1962)

## Doppiatrici(1)
- Lucia Valenti, doppiatrice, dialoghista e direttrice del doppiaggio italiana (Arona, n. 1958)

## Drammaturghe(1)
- Lucia Franchi, drammaturga e attrice teatrale italiana (Città di Castello, n. 1975)

## Filologhe(1)
- Lucia Battaglia Ricci, filologa, storica della letteratura e italianista italiana (Cascina, n. 1945)

## Fisiche(1)
- Lucia Votano, fisica italiana (Villa San Giovanni, n. 1947)

## Fondiste(1)
- Lucia Scardoni, fondista italiana (Verona, n. 1991)

## Fotografe(1)
- Lucia Moholy, fotografa e scrittrice cecoslovacca (Praga, n. 1894 - Zurigo, † 1989)

## Fumettiste(1)
- Lucia Arduini, fumettista italiana (Piacenza, n. 1956)

## Giornaliste(4)
- Lucia Goracci, giornalista italiana (Orbetello, n. 1969)
- Lucia Hippolito, giornalista, personaggio televisivo e politologa brasiliana (Bauru, n. 1950 - Rio de Janeiro, † 2023)
- Lucia Tilde Ingrosso, giornalista e scrittrice italiana (Milano, n. 1968)
- Lucia Mastrodomenico, giornalista e attivista italiana (Calitri, n. 1952 - Napoli, † 2007)

## Judoka(1)
- Lucia Morico, judoka italiana (Fano, n. 1975)

## Maratonete(1)
- Lucia Kimani, maratoneta keniota (Kajiado, n. 1980)

## Matematiche(1)
- Lucia Caporaso, matematica italiana (Roma, n. 1965)

## Medici(1)
- Lucia Bedarida Servadio, medico italiano (Ancona, n. 1900 - Cornwall-on-Hudson, † 2006)

## Mezzofondiste(2)
- Lucia Klocová, mezzofondista slovacca (Martin, n. 1983)
- Lucia Stafford, mezzofondista canadese (London, n. 1998)

## Mezzosoprani(2)
- Lucia Danieli, mezzosoprano italiano (Arzignano, n. 1927 - Lonigo, † 2005)
- Lucia Valentini Terrani, mezzosoprano e contralto italiano (Padova, n. 1946 - Seattle, † 1998)

## Mistiche(2)
- Lucia Broccadelli da Narni, mistica italiana (Narni, n. 1476 - Ferrara, † 1544)
- Lucia Mangano, mistica e religiosa italiana (Trecastagni, n. 1896 - San Giovanni la Punta, † 1946)

## Mountain biker(1)
- Lucia Bramati, mountain biker e ciclocrossista italiana (Treviglio, n. 2003)

## Nobildonne(6)
- Lucia d'Este, nobildonna italiana (Ferrara, n. 1419 - † 1437)
- Lucia di Tripoli, nobildonna libanese
- Lucia Marliani, nobildonna italiana (Milano, n. 1455 - Milano, † 1522)
- Lucia Migliaccio, nobildonna italiana (Siracusa, n. 1770 - Napoli, † 1826)
- Lucia Rusca, nobildonna italiana (n. 1460 - † 1508)
- Lucia Visconti, nobildonna italiana (Milano, n. 1372 - † 1424)

## Numismatiche(1)
- Lucia Travaini, numismatica italiana (Roma, n. 1953)

## Pallavoliste(5)
- Lucia Bacchi, pallavolista italiana (Casalmaggiore, n. 1981)
- Lucia Bosetti, ex pallavolista italiana (Tradate, n. 1989)
- Lucia Crisanti, ex pallavolista italiana (Foligno, n. 1986)
- Lucia Imperiali, pallavolista italiana (Varese, n. 1999)
- Magda Niculescu, pallavolista e cestista rumena (Satu Mare, n. 1923)

## Partigiane(1)
- Lucia Ottobrini, partigiana italiana (Roma, n. 1924 - Rocca di Papa, † 2015)

## Patriote(1)
- Lucia Gomez Paloma, patriota italiana (Gaeta - Napoli, † 1858)

## Pattinatrici di short track(1)
- Lucia Peretti, pattinatrice di short track italiana (Sondalo, n. 1990)

## Pedagogiste(2)
- Lucia Lumbelli, pedagogista italiana (Trieste, n. 1937 - Trieste, † 2019)
- Lucia Rizzi, pedagogista e personaggio televisivo italiana (Milano, n. 1942)

## Personalità religiose(1)
- Lucia Schiavinato, personalità religiosa italiana (Musile di Piave, n. 1900 - Verona, † 1976)

## Pianiste(2)
- Lucia Ahn, pianista e modella sudcoreana (Seul, n. 1970)
- Lucia Cassarà, pianista e scrittrice italiana (Palermo, n. 1999)

## Pittrici(3)
- Lucia Anguissola, pittrice italiana (Cremona)
- Lucia Casalini Torelli, pittrice italiana (Bologna, n. 1677 - Bologna, † 1762)
- Lucia Fairchild Fuller, pittrice statunitense (Boston, n. 1872 - Madison, † 1924)

## Poetesse(3)
- Lucia Albani Avogadro, poetessa italiana (Bergamo, n. 1534 - Brescia, † 1568)
- Lucia Gaddo Zanovello, poetessa italiana (Padova, n. 1951)
- Lucia Pagniello, poetessa italiana (Melfi, n. 1866 - † 1960)

## Politiche(14)
- Lucia Albano, politica italiana (San Benedetto del Tronto, n. 1965)
- Lucia Annibali, politica e avvocata italiana (Urbino, n. 1977)
- Lucia Annunziata, politica, giornalista e conduttrice televisiva italiana (Sarno, n. 1950)
- Lucia Azzolina, politica e docente italiana (Siracusa, n. 1982)
- Lucia Borgonzoni, politica italiana (Bologna, n. 1976)
- Lucia Ciampi, politica italiana (Calcinaia, n. 1950)
- Lucia Codurelli, politica italiana (Teglio, n. 1950)
- Lucia Cominato, politica italiana (Gavello, n. 1933)
- Lucia Esposito, politica italiana (Caserta, n. 1970)
- Lucia Fronza Crepaz, politica italiana (Trento, n. 1955)
- Lucy McBath, politica e attivista statunitense (Joliet, n. 1960)
- Lucia Scanu, politica italiana (Oristano, n. 1979)
- Lucia Vuolo, politica italiana (Pagani, n. 1963)
- Lucia Ďuriš Nicholsonová, politica slovacca (Bratislava, n. 1976)

## Principesse(1)
- Lucia di Borbone-Due Sicilie, principessa italiana (Monaco di Baviera, n. 1908 - San Paolo del Brasile, † 2001)

## Pugili(1)
- Lucia Rijker, pugile, kickboxer e attrice olandese (Amsterdam, n. 1967)

## Registe(3)
- Lucia Aniello, regista, sceneggiatrice e produttrice televisiva italiana (n. 1983)
- Lucia Calamaro, regista italiana (Roma, n. 1969)
- Lucia Di Cosmo, regista italiana (Roma, n. 1960 - Roma, † 2006)

## Religiose(5)
- Lucia Bufalari, religiosa italiana (Castel Porchiano - Castel Porchiano, † 1350)
- Lucia Filippini, religiosa italiana (Tarquinia, n. 1672 - Montefiascone, † 1732)
- Lucia da Caltagirone, religiosa italiana (Caltagirone - Salerno, † 1400)
- Lucia da Valcaldara, religiosa italiana (Norcia, n. 1370 - Norcia, † 1430)
- Lucia Ripamonti, religiosa italiana (Acquate, n. 1909 - Brescia, † 1954)

## Restauratrici(1)
- Lucia Portoghesi, restauratrice, saggista e archeologa italiana (Roma, n. 1928)

## Rugbiste a 15(2)
- Lucia Cammarano, rugbista a 15 italiana (Benevento, n. 1992)
- Lucia Gai, rugbista a 15 italiana (Pesaro, n. 1991)

## Sante(1)
- Santa Lucia, santa romana (Siracusa, n. 283 - Siracusa, † 304)

## Schermitrici(1)
- Lucia Lucarini, schermitrice italiana (Terni, n. 1998)

## Sciatrici alpine(5)
- Lucia Frontul, ex sciatrice alpina italiana
- Lucia Mazzotti, ex sciatrice alpina italiana (Bologna, n. 1985)
- Lucia Medzihradská, ex sciatrice alpina slovacca (Brezno, n. 1968)
- Lucia Recchia, ex sciatrice alpina italiana (Rovereto, n. 1980)
- Lucia Rispler, ex sciatrice alpina tedesca (n. 1988)

## Scienziate(1)
- Lucia Galeazzi Galvani, scienziata italiana (Bologna, n. 1743 - Bologna, † 1790)

## Scrittrici(9)
- Betsy Balcombe, scrittrice inglese (n. 1802 - Londra, † 1871)
- Anna Banti, scrittrice italiana (Firenze, n. 1895 - Ronchi di Massa, † 1985)
- Lucia Berlin, scrittrice statunitense (Juneau, n. 1936 - Marina del Rey, † 2004)
- Lucia Drudi Demby, scrittrice, traduttrice e sceneggiatrice italiana (Venezia, n. 1924 - Firenze, † 1995)
- Lucia Bertana, scrittrice e poetessa italiana (Bologna, n. 1521 - Roma, † 1567)
- Lucia Panzieri, scrittrice italiana (Pesaro, n. 1973)
- Lucia Pietrelli, scrittrice, poetessa e traduttrice italiana (Candelara, n. 1984)
- Lucia Tumiati Barbieri, scrittrice italiana (Venezia, n. 1926)
- Lucia Vaccarino, scrittrice e sceneggiatrice italiana (Torino, n. 1981)

## Showgirl(1)
- Lucia Galeone, showgirl e ex modella italiana (Grottaglie, n. 1980)

## Snowboarder(1)
- Lucia Dalmasso, snowboarder italiana (Feltre, n. 1997)

## Soprani(4)
- Lucia Aliberti, soprano italiano (Messina, n. 1957)
- Lucia Crestani, soprano italiana (Verona, n. 1886 - Ferrara, † 1972)
- Lucia Dunham, soprano, insegnante e saggista statunitense (New York City - Paramus, † 1959)
- Lucia Poppová, soprano slovacco (Záhorská Ves, n. 1939 - Monaco, † 1993)

## Storiche(2)
- Lucia Ceci, storica italiana (Roma, n. 1967)
- Lucetta Scaraffia, storica e giornalista italiana (Torino, n. 1948)

## Storiche dell'arte(1)
- Lucia Tomasi Tongiorgi, storica dell'arte italiana (Pisa, n. 1939)

## Supercentenarie(2)
- Lucia Ronda, supercentenaria italiana (Casalmaggiore, n. 1914)
- Lucia Laura Sangenito, supercentenaria italiana (Sturno, n. 1910)

## Tenniste(4)
- Lucia Bassi, ex tennista italiana (n. 1936)
- Lucia Bronzetti, tennista italiana (Rimini, n. 1998)
- Lucia Romanov, ex tennista rumena (Bucarest, n. 1959)
- Lucia Valerio, tennista italiana (Milano, n. 1905 - Milano, † 1996)

## Traduttrici(1)
- Lucia Morpurgo Rodocanachi, traduttrice italiana (Trieste, n. 1901 - Arenzano, † 1978)

## Velociste(2)
- Lucia Moris, velocista sudsudanese (n. 2001)
- Lucia Pasquale, velocista italiana (Bisceglie, n. 1995)

## Senza attività specificata(4)
- Lucia Cremonini, italiana (Manzolino, n. 1686 - Bologna, † 1710)
- Lucia Terzani, italiana (Torgiano, n. 1380 - Milano, † 1461)
- Lucia Traversa, maestra di scherma e ex schermitrice italiana (Reggio Emilia, n. 1965)
- Lucia Xarate, messicana (San Carlos Nuevo Guaymas, n. 1864 - Sierra Nevada, † 1890)